# オマル・アブドゥッラフマーン (サッカー選手)
オマル・アブドゥッラフマーン（アラビア語: عمر عبد الرحمن、Omar Abdulrahman、1991年9月20日 - ）は、サウジアラビアのリヤドの生まれ、イエメン系。アラブ首長国連邦のサッカー選手。元UAE代表。ポジションはミッドフィールダー。日本語では、「オマル・アブドゥルラフマン」と表記されることもある。

## 経歴

### クラブ
オマール・アブドゥルラフマンは、サウジアラビアのリヤドでイエメンのハドラマウト県が出自のハドラミの家系に生まれ、労働者階級の環境に育っている。父親のアブドゥルラフマン・アーメドはかつての選手であり、彼は2人の姉と3人の兄（アフマド、カレド、モハメド）を持つ末っ子であった。リヤドの近隣で時折サッカーをしながら過ごしていた。
プリンス・ファイサル・ビン・ファハド・スタジアム近くのアル・マラズの庭で彼を見かけたスカウト、アブドゥルラフマン・エイッサの注意を引き、彼は所属クラブを尋ねられている。彼はその問いに対し、自分はどこのクラブにも所属していないし、サウジアラビアの国籍も持っていないと答えた。
アブドゥルラフマン・エイッサは彼と彼の弟に連絡を取り始めてから、彼はヤヒヤ・アルシェリとともにトーナメントやコースに参加するようになった。 2000年にはアル・ヒラルのトライアルに参加し、アル・ヒラルは彼との契約に興味を示したものの、完全なサウジアラビア国籍を取得できるのは本人だけであり、家族は対象外であったため、父親はその申し出を拒否したという。
そうした折、アブドゥルラフマン・エイッサの友人であるアーメッド・アル・ガルーンに、才能ある若手選手を探していたアル・アインの名誉会員、ナセル・ビン・タロウブからの電話を受ける。アブドゥルラフマン・エイッサは、アブドゥルラフマンの才能について、さらに兄であるモハメドとカレドについての情報も伝えた。
彼は、彼らのパスポートを求め、ドイツで行われたアル・アインの外部キャンプに参加する運びとなった。アル・アインは、彼の家族全員に市民権を与えることに同意し、家族はアラブ首長国連邦に移住した。アブドゥルラフマンは、2人の兄とともにクラブに入り、クラブのユースアカデミーに入団する。
カレド・アブドゥッラフマーン、ムハンマド・アブドゥッラフマーンの弟として生まれる。彼らもアル・アインFCで共にプレイするサッカー選手であり、ムハンマドとは代表でも共にプレイしている。
サウジアラビアでハドラマウト人の子として生まれた。そのため、少年時代はアル・ヒラルの下部組織に所属していた。国籍を保持していなかったため当初はサウジアラビアから誘いを受けたものの、オマール以外の家族への市民権付与が拒否されたことで断りを入れている。後にUAEが家族全員に国籍を与えることを提案し、これを受託した。
2000年にアル・ヒラルのユースチームでキャリアをスタートさせ、2007年にアル・アインFCのユースチームに移籍。2008年にトップチーム昇格した。
2009年に前十字靭帯を断裂したものの、2010-11シーズンは若くしてアル・アインのレギュラーポジションを獲得、高い評価を得た。2011年にふたたび大怪我で離脱するも評価は落ちることなく、復帰後はマンチェスター・シティでのトライアルを受験し、ビザの問題などで実現はしなかったものの好感触を得たと言われている。
1月15日、アブドゥルラフマンは、Etisalatリザーブリーグのアジュマーン戦で代表チームの夏季キャンプ中に負った6カ月間の負傷から復帰している。これは彼が2年足らずの間に十字靭帯に負った2度目のケガであった。
続くリザーブチームでのアル・ナスル戦では、先制点をアシストして3-1の勝利を収めた。1月27日、アブドゥルラフマンは59分にモハメド・マララの代役として、ケガから復帰して初めてトップチームでの試合に出場しているが、アル・アインはアル・ジャジーラに4-0で敗れている。
3月24日、彼はアル・シャールジャ戦で2ゴールをアシストし、1-4で勝利した。5月6日のエミレーツ戦では自身の3ゴール目を決め、1-4で勝利を収めている。シーズン最後のリーグ戦では、アジュマーンとの決勝で2ゴールをアシストし、0-4で勝利を収めた。
2015年2月21日、「アル・アインとの契約を延長した」と自身のツイッターで発表した。本人から契約期間は明かされていないものの、メディアでは2019年まで4年間が追加されたと考えられており、これによりアジア屈指のスターが欧州で活躍する可能性は低くなったと伝えられた。
2018年8月9日、サウジ・プロフェッショナルリーグのアル・ヒラルに1年の期限付き移籍が発表された。しかしまもなく代表戦で前十字靭帯断裂の大怪我を負ったため、リーグ戦の出場はわずか5試合にとどまった。そのまま期限付き移籍期間、およびアル・アインとの契約を満了した。
2019年8月8日、アル・ジャジーラ・クラブと3年契約を結んだ。
2021年2月1日、アル・ジャジーラ・クラブとの契約を解除、無所属になる。
2021年2月10日、シャバーブ・アル・アハリ・ドバイFCに加入した。
2022年6月10日、アル・ワスルFCに加入した。

### 代表
2010年、アラブ首長国連邦代表として20歳ながらA代表デビューを果たした。同年にはU-23代表として広州アジア競技大会に出場し、決勝戦で日本と戦い敗れたものの準優勝。AFCアジアカップ2011にも出場した。
「黄金世代」と呼ばれたチームの中心として2012年にはロンドン五輪初出場を果たし、グループリーグ敗退もテクニックを見せつけ、マンチェスター・シティFCやFCバルセロナのスカウトを唸らせた。
ガルフカップ2013では、2ゴール、2アシストの活躍で自国の優勝に貢献、最優秀選手に選ばれた。AFCアジアカップ2015では、準々決勝の日本戦ではPK戦でパネンカキックを決め、勝利に貢献した。準決勝のオーストラリア戦では敗れたものの、3位決定戦のイラク戦では精度の高いスルーパスを駆使して2アシストという結果を残し勝利に貢献しUAE代表は3位で大会を終えた
。また、個人ではアシスト王（4アシスト）に輝き、大会ベストイレブンに選出されている。
2015年9月3日、2018 FIFAワールドカップ・アジア2次予選第2戦のマレーシア戦で6アシストを記録し、UAEを10-0の大勝に導き、マン・オブ・ザ・マッチに選出されている。

## 人物・エピソード
- 2012年8月30日、ザ・ナショナル紙は「UAE代表MFオマール・アブドゥラフマンは、マンチェスター・シティへの練習参加を終え、アル・アインに復帰した」と報じた[5]。
- 2013年2月24日、ナショナル紙は「UAE代表MFオマール・アブドゥラフマンは、ベンフィカからのオファーを断ったことを明らかにした」と報じた[6]。
- 2014年2月9日、ナショナルは「イングランド・プレミアリーグのリヴァプールが、UAE代表MFオマール・アブドゥラフマンの獲得を計画している」と報じた[7]。
- 『f2freestylers』は、The F2というビリー・ウィングローヴ＆ジェレミー・リンチのユニットとの動画を発表した[8]。

## 代表歴

### 出場大会
- U-23UAE代表
  - 2010年 - アジア競技大会（準優勝）
  - 2012年 - ロンドンオリンピック（グループリーグ敗退）
- UAE代表
  - 2011年 - AFCアジアカップ2011（グループリーグ敗退）
  - 2013年 - ガルフカップ2013（優勝）
  - 2015年 - AFCアジアカップ2015（3位）

### 試合数
国際Aマッチ 74試合 11得点（2011年- ）
非公式試合 4試合 0得点（2012年-2013年）
| UAE代表 | 国際Aマッチ | 国際Aマッチ | その他 | その他 | 期間通算 | 期間通算 |
| 年      | 出場        | 得点        | 出場   | 得点   | 出場     | 得点     |
| ------- | ----------- | ----------- | ------ | ------ | -------- | -------- |
| 2011    | 4           | 0           | 0      | 0      | 4        | 0        |
| 2012    | 6           | 2           | 1      | 0      | 7        | 2        |
| 2013    | 12          | 3           | 3      | 0      | 15       | 3        |
| 2014    | 9           | 1           | 0      | 0      | 9        | 1        |
| 2015    | 13          | 2           | 0      | 0      | 13       | 2        |
| 2016    | 13          | 1           | 0      | 0      | 13       | 1        |
| 2017    | 8           | 0           | 0      | 0      | 8        | 0        |
| 2018    | 8           | 2           | 0      | 0      | 8        | 2        |
| 2019    | 5           | 0           | 0      | 0      | 5        | 0        |
| 通算    | 74          | 11          | 4      | 0      | 78       | 11       |

### ゴール
| #   | 開催年月日      | 開催地                                                                               | 対戦国         | スコア | 結果 | 試合概要                               |
| --- | --------------- | ------------------------------------------------------------------------------------ | -------------- | ------ | ---- | -------------------------------------- |
| 1.  | 2012年10月16日  | アラブ首長国連邦、ドバイ、Za'abeel Stadium                                           | バーレーン     | 6-2    | 6-2  | 親善試合                               |
| 2.  | 2012年12月25日  | カタール 、ドーハ、ハリーファ国際スタジアム                                          | イエメン       | 0-1    | 0-1  | 親善試合                               |
| 3.  | 2013年01月05日  | バーレーン、イーサ・タウン、Khalifa Sports City Stadium                              | カタール       | 1-1    | 3-1  | ガルフカップ2013                       |
| 4.  | 2013年01月18日  | バーレーン、リファー、バーレーン・ナショナル・スタジアム                             | イラク         | 1-0    | 2-1  | ガルフカップ2013                       |
| 5.  | 2013年11月15日  | アラブ首長国連邦、アブダビ、アル・ジャジーラ・ムハンマド・ビン・ザーイド・スタジアム | 香港           | 3-0    | 4-0  | AFCアジアカップ2015 (予選)             |
| 6.  | 2014年05月27日  | スイス、カルージュ、Stade de la Fontenette                                           | アルメニア     | 2-2    | 3-4  | 親善試合                               |
| 7.  | 2015年06月16日  | マレーシア、シャー・アラム、シャー・アラム・スタジアム                               | 東ティモール   | 0-1    | 0-1  | 2018 FIFAワールドカップ・アジア2次予選 |
| 8.  | 2015年11月17日  | マレーシア、シャー・アラム、シャー・アラム・スタジアム                               | マレーシア     | 0-1    | 1-2  | 2018 FIFAワールドカップ・アジア2次予選 |
| 9.  | 2016年03月29日  | アラブ首長国連邦、アブダビ、アル・ジャジーラ・ムハンマド・ビン・ザーイド・スタジアム | サウジアラビア | 1-1    | 1-1  | 2018 FIFAワールドカップ・アジア2次予選 |
| 10. | 2018年09月11日  | スペイン、パラモス、パラモス市営スタジアム                                           | ラオス         | 3-0    | 3-0  | 親善試合                               |
| 11. | 2018年010月11日 | スペイン、バルセロナ、エスタディ・オリンピック・リュイス・コンパニス                 | ホンジュラス   | 1-1    | 1-1  | 親善試合                               |

## タイトル

### クラブ
アル・アイン
- アラビアン・ガルフ・リーグ：4回 (2011-12, 2012-13, 2014-15, 2017-18)
- UAE・リーグカップ：1回 (2008-09)
- UAE・スーパーカップ：3回 (2009, 2012, 2015)
- UAEプレジデントカップ：3回 (2008-09，2013-14, 2017-18)
- Emirati-Moroccanスーパーカップ：1回 (2008-09)

### 代表
UAE代表
- ガルフ五輪選手権：1回 (2010)
- ガルフカップ：1回 (2013)

### 個人
- AFCチャンピオンズリーグ ドリーム チーム：1回 (2014)
- ガルフカップ 最優秀選手賞：1回 (2013)
- AFCアジアカップ アシスト王：1回 (2015)
- AFCアジアカップ 公式ベストイレブン：1回 (2015)